# Route 9 (Manitoba)
Pour les articles homonymes, voir Route 9.
La route 9 est une route provinciale de la province du Manitoba située dans le sud-est de la province, au nord de Winnipeg. Elle relie principalement cette ville aux villes de Selkirk, Winnipeg Beach et Gimli. Elle parcourt un total de 85 km (53 mi) et est entièrement asphaltée.

## Description du tracé
La route 9 débute à un échangeur avec la route périphérique de Winnipeg, une section de la route 101, au nord de la capitale manitobaine. Elle est la suite de la rue principale de la ville, la Main Street. Elle débute en étant une route à quatre voies séparées sur ses 21 premiers kilomètres, en suivant la rive ouest de la rivière Rouge. Elle contourne ensuite Selkirk par l'ouest, alors que sa route alternative, la route 9A, se dirige vers la ville. À sa deuxième jonction avec la route 9A, à l'ouest de la ville, elle tourne à gauche pour laisser sa place à la route 4, contournant Selkirk par le nord.
Elle se dirige par la suite vers le nord-ouest en devenant une route rurale sur 6 km (3,7 mi), puis tourne vers le nord pour le reste de son parcours, soit sur plus de 50 km (31 mi), en suivant la rive ouest du Lac Winnipeg. Elle passe notamment par Dunnottar, Winnipeg Beach et Gimli, où elle se termine alors qu'elle croise les routes 222 et 231.

## Intersections majeures
| Division              | Ville            | km                           | Destinations                                                                                                 | Notes                                                           |
| --------------------- | ---------------- | ---------------------------- | --- | --------------------------------------------------------------- |
| No. 11                | Winnipeg         | 0,00                         | Route 52 (Main Street) – Centre-ville                                                                        | La PTH-8=9 sud devient la Route 52 sud                          |
| No. 13                |                  | 1,10                         | PTH-101 (Perimeter Highway)                                                                                  | Échangeur; sortie 71 de la PTH-101                              |
| No. 13                | Middlechurch     | 2,10                         | Vers PR 220 (Grassmere Road)                                                                                 |                                                                 |
| No. 13                |                  | 9,60                         | PTH-27 ouest (Parkdale Road) / PR 328 est (River Road) – Aéroport St. Andrews, Parc provincial de River Road | Terminus est de la PTH-27; terminus ouest de la PR 328          |
| No. 13                | 14,30            | PR 410 (St. Andrews Road)    | |                                                                 |
| No. 13                | Lockport         | 17,30                        | PTH-44 est – Beauséjour                                                                                      | Terminus ouest de la PTH-44                                     |
| No. 13                | Lower Fort Garry | 20,40                        | PTH-67 ouest (Fort Garry Road) – Stonewall                                                                   | Terminus est de la PTH-67                                       |
| No. 13                |                  | 21,80                        | PTH-9A nord (Main Street) – Selkirk                                                                          | Terminus sud de la PTH-9A                                       |
| No. 13                | 23,10            | PR 230 sud (McPhilipps Road) | Terminus nord de la PR 230                                                                                   |                                                                 |
| No. 13                | Selkirk          | 29,30                        | PTH-9A sud (Easton Drive) – Selkirk                                                                          | Terminus nord de la PTH-9A                                      |
| No. 13                | Selkirk          | 29,30                        | PTH-4 est vers PTH-59                                                                                        | Terminus ouest de la PTH-4                                      |
| No. 13                |                  | 55,90                        | PTH-17 ouest – Teulon, Fisher Branch                                                                         | Terminus est de la PTH-17                                       |
| No. 13                |                  | 60,80                        | PR 232 nord (Matlock Road) – Dunnottar                                                                       | Terminus sud de la PR 232                                       |
| No. 13                |                  | 62,50                        | PR 225 (Whytewold Road) – Dunnottar                                                                          |                                                                 |
| No. 18                | Winnipeg Beach   | 68,60                        | PR 232 sud (Churchill Road) / Ash Avenue – Ponemah                                                           | Terminus nord de la PR 232                                      |
| No. 18                | Winnipeg Beach   | 69,00                        | PR 229 ouest (Komarno Road)                                                                                  | Terminus est de la PR 229                                       |
| No. 18                | Sandy Hook       | 72,50                        | PR 519 ouest (1st Avenue)                                                                                    | Terminus est de la PR 519                                       |
| No. 18                | Gimli            | 84,30                        | PR 231 ouest – Fraserwood, Gimli                                                                             | Terminus est de la PR 221                                       |
| No. 18                | Gimli            | 84,30                        | PR 222 nord – Hnausa                                                                                         | Terminus sud de la PR 222; la PTH-9 nord devient la PR 222 nord |
| - Transition de route |                  |                              | |                                                                 |